# Skam
|  | For den norske tv-serie, se Skam (tv-serie) |
 Der er for få eller ingen kildehenvisninger i denne artikel, hvilket er et problem. Du kan hjælpe ved at angive troværdige kilder til de påstande, som fremføres i artiklen.

Skam bunder i følelsen af at være uønsket eller ikke finde sin plads, være værdiløs, tabe ansigt. I Vesten optræder skamfølelse hyppigst ved sammenligning med andre, typisk med henblik på uddannelse, udseende og økonomi. Skamfølelsen bearbejdes typisk ved tilbagetrækning, undvigelse, depression eller nedgøren af andre.

## Etymologi
Ordet kommer af norrønt skömm. Som indoeuropæisk rod gættes på *skem-, fra *kem- (= at tildække, da skammen typisk søges skjult). I en ældre form betyder skam en kropsdel, der ikke fremvises blottet, jfr. "skamben".

## Skammens natur
Skamfølelsens nærgående fokus på os selv former vores selvbillede; men den opstår i møde med andre. Skam kan ikke opstå, når vi er ligeglade. At afvises af nogen, vi ikke bryder os om, vækker mindre skam, end når vi afvises af nogen, vi holder af eller ser op til. Skam er derfor knyttet til positive følelser som interesse for og glæde ved andre mennesker, alt det, vi søger i vores forhold til andre, og som er limet i menneskelige forhold. Positive følelser må være der, før skam kan vækkes. At leve med skam og spørgsmålet "Hvad er der galt med mig?" kan udløse depression, begyndende med en tilbagetrækning for at slippe for yderligere afvisning. Det vil begrænse skammen; men samtidig brydes tilknytningen til andre. Undvigelse indebærer ingen accept af skam, men at man søger at rette opmærksomheden mod ting, der opleves positivt. Det kan være indkøb ("handlemani"), spil, forelskelser, rus, Internet etc. I vor tid med dens krav om at være på top til enhver tid, kommer de fleste uvægerligt til kort; og når man ikke klarer at være lige så vellykket som det diffuse "de andre", opstår en tanke om, at der er noget forkert ved en selv. Individualismens og selvrealiseringens bivirkning er, at vi gøres ansvarlige for, hvordan vi er, og hvordan vi oplever os selv.
Selvfølelse bygger på vore præstationer, og kan let gøre os sårbare, når applausen udebliver. Påtager man sig skylden og derved accepterer skammen, kan det kaldes selvangreb. Det kan resultere i, at personen bliver i et destruktivt forhold, måske med fysisk vold, i håb om at det kan blive bedre - bare man holder ud. Føler vi os små og afviste, kan vi også benytte strategier som bagvaskelse, rygtespredning, udfrysning, nedladenhed, skældud eller direkte vold. Adfærden kan antage sadistiske, asociale former. Sårbarhed for skam ses især hos patienter med borderline- og narcissismeforstyrrelser. De er meget på vagt mod den mindste kritik, og går raskt til angreb på terapeuten under dække af, at "han er ligesom de andre, han er ligeglad".

## Skammens positive side
Ubehagsfølelsen ved skam gør os betænkte ved opførsel, der er til skade for andre eller os selv, og den forhindrer os i at forfølge egeninteresser, der vil ende med at afsløre os som griske eller hensynsløse, hvad der igen vil få andre til at tage afstand fra os. Skamfølelse modvirker overgreb og muliggør et samliv uden udnyttelse af andre. Skamfølelse aktiverer samvittigheden gennem tanker om skyld, så personen motiveres til at sige undskyld, når nogen er blevet såret. Der skabes empati; vores opmærksomhed rettes mod andres oplevelse af situationen, og mod det ansvar, vi har, ud over os selv.

## Tab af ære
Den gang skam var knyttet til tab af ære, fik man, som i Vikingetiden, regler for hævndrab og fredløshed til genoprettelse af det tabte omdømme. Ved kristendommens indførelse blev ordningen afløst af pengebøder; til gengæld blev selvmord behæftet med skam. Ligeledes anvendte retsvæsenet påførelse af skam som straf, som ved benyttelse af gabestok. I dag prøver retsvæsenet at skåne enkeltindivider og deres pårørende for skam ved at pålægge massemedierne navneforbud, dvs. forbud mod offentliggørelse af navne på personer, som endnu ikke er blevet dømt.